# Константин (Неаполитанский)
Иеромонах Константин Неаполитанский (по другим данным Новгородский; в святцах также упоминается как Констанций Русский; ум. в сентябре 1742, Стамбул) — иеромонах Русской православной церкви, настоятель церкви при русском посольстве в Константинополе. Принял ислам, раскаялся и был убит за это.
Канонизирован Константинопольской православной церковью.

## Биография

### Служба в Османской империи
По происхождению был русским. Обстоятельства его жизни в России не известны. Известно лишь, что он посвящён в сан Рафаилом (Заборовским) служил в Киеве в соборе святой Софии. Был прислан в Константинополь в 1733 году, вследствие ходатайства русского посланника И. И. Неплюева о присылке из Киева вдового священника. Сначала Константин деятельно принялся за изучение греческого языка, но война Турции с Австрией и Россией в 1735 году чуть было не прекратила его занятия. Посланник И. И. Неплюев возвращался в Россию. С ним отправился и отец Константин, но в Силиврии он счёл за лучшее удалиться на Афонскую гору, где поселился в уединённом скиту и вёл жизнь строгого аскета. За военное время священник посетил Иерусалим, где у Гроба Господня несколько раз служил литургию по-гречески, и произносил проповеди.
В начале 1740 года отец Константин возвратился в Константинополь и представил русскому посланнику А. А. Вешнякову свидетельства о своём поведении за прошедшие пять лет, подписанные иерусалимским, антиохийским и константинопольским патриархами и афонскими архимандритами. Приступив к богослужебным обязанностям при Посольский церкви, иеромонах проявил особую заботу к украшению храма, в том числе и за счёт собственных средств. Кроме того он занимался переводом катехизиса на греческий язык.
В конце 1741 года с направлявшимся в Санкт-Петербург монахом Преображенского монастыря на Афоне Феофаном Константин передал письмо архиепископу Новгородскому Амвросию (Юшкевичу). В нём иеромонах написал: «Объемше вашего преосвященства нозе, со слезами молю. Разсуждая архипастырски толикая мои многая лета в Туркии, где на всяк день умираю, зря протчих нечаянно умерщвленных от смертоносной язвы, а мне утро ожидая того-ж, как прежде, так нынеча благоутробие архипастырское своё ко мне 6едному явить и прияти мя в благонадежный свой покров, яко единаго от наемник своих, и свободити мене отсюду». 22 мая (2 июня) 1742 года архиепископ Амвросий сообщил о письме Святейшему Синоду, и 9 (20) июня отцу Константину было разрешено возвратиться в Россию и поселиться в Киеве.

### Апостасия и раскаяние
Однако вскоре у него произошла, не известно по какому поводу, ссора с А. А. Вешняковым, настолько сильная, что Константин перешел к туркам и в присутствии султана и двора торжественно отрёкся от христианства и объявил, что принимает мусульманство. За этот поступок он был осыпан милостями и дарами. Об этом событии подробно описывал А. А. Вешняков в своём письме от 14 (25) сентября 1742 архиепископу Киевскому Рафаилу (Заборовскому): «Всепочтеннейший и преосвященнейший архипастырь, милостивый государь мой. С прискорбием моим Ваше преосвященство известить понуждаюсь о посвящённом Вами проклятом апостате Константине Неаполитанском, имевшем недостойне толь святый и ко Богу дерзновенный сан иеромонашества, что минувшаго авг. 8-го дня, к несказанному удивлению и сожалению всех христиан, прелестию диаволею уловленный, поругав истинную православнаго исповедания веру и отрекшись Христа Спасителя своего, к душевной и телесной пагубе своей, …Магомета исповедал, как Ваше преосвященство в приложенном при сём ведении пространнее усмотреть изволите. Мне же после того сказано, что оный уже в раскаяние пришёл и неутешно о таком своём пребеззаконном грехопадении плачется; потому уповательно, что в скором времени очувствуется и кровию своею надежду спасения своего улучит…».
После принятия ислама Константина охватило такое раскаяние, что уже в сентябре он внезапно явился перед султаном, отрекся от магометанства, проклинал Магомета, топтал и рвал все султанские дары; тут же он был убит султанской стражей. А. А. Вешняков 6 (17) октября 1742 направил радостное письмо архиепископу Рафаилу: «Всепочтеннейший и преосвященнейший архипастырь, милостивый государь мой. При последнем отпуске от меня курьера к Высочайшему её Императорского Величества двору я имел честь с прискорбием моим Вашему преосвященству донесть об апостасии бывшаго ренегата Константина Неаполитанского и о поругании им православныя християнския веры исповеданием… Магомета. А ныне же имею известить, с толь наивящщим порадованием, Ваше преосвященство, коим образом, содействием Святаго Духа, помянутый Константин паки на путь спасения обратился и Христа Спасителя своего и нашего торжественно пред всем миром, с теплым усердием и чистым покаянием проповедав, признал пред человеки, как было отвергся; и ту его исповедь чистым покаянием и кровию своею омыл, яко преждебывший христолюб, чем венчал славою его прежнюю ангельскую жизнь, то есть сего утра ему отсечена глава, к чему с достойным великодушием дался, как пространнее Ваше преосвященство изволите усмотреть из приложенной при сем о мученическом его страдании и кончине ведомости».
Константинопольской православной церковью иеромонах Константин (Неаполитанский) был причислен к лику святых. Память его приурочена к 26 декабря, а временем страданий считается сентябрь 1742 года. Кроме того, имя Константина внесено в Собор Афонских преподобных.